# BKSスタル・ビェルスコ＝ビャワ
BKSスタル・ビェルスコ＝ビャワ（BKS Stal Bielsko-Biała）は、ポーランドのビェルスコ＝ビャワを本拠地として活動する女子バレーボールチームである。2024/25シーズンはポーランド女子バレーボールリーグ1部に所属する。

## 歴史
1922年、Bialski Klub Sportowyがサッカーをはじめとする様々なスポーツ部門のクラブを設立。女子バレーボール部門は1951年に設立。1955/56シーズンにはポーランドリーグのトップカテゴリーに参戦。1957/58シーズンは12チーム中11位に終わり、2部リーグへ降格。その後、しばらくして1976/77シーズンにトップカテゴリーに昇格すると、その年のポーランドカップで準優勝した。1978/79シーズンにはポーランドカップで優勝を果たし、チーム初のタイトルを獲得。トップリーグでは中位クラスだったが、1980年代中盤には成績を安定させ、1987/88シーズンのポーランドリーグでは初優勝を果たし、そこから1990/91シーズンにかけてポーランド国内リーグで4連覇、ポーランドカップでは3度のタイトルを獲得するなど黄金期を築いた。1995/96シーズンのポーランド国内リーグでは5年ぶりの優勝を果たした。1998/99シーズンはリーグで9位と低迷したことを受け、チーム経営陣を刷新し、選手の世代交代を図ったことで、翌1999/00シーズンはポーランド国内リーグで3位に返り咲く。そこから2シーズン連続で国内リーグを4位で終えると、2002/03シーズンはZbigniew Krzyżanowski氏を監督として招聘し、ベテランのマグダレナ・シリバも復帰したことでチームの強化につながり7季ぶりの優勝を果たした。2003/04シーズンもレギュラーラウンドを13勝3敗で首位通過し、プレーオフを勝ち進み決勝ではWiniary Kaliszに初戦こそ敗れたが、残り2戦に勝利し前年に続き2連覇を果たし、ポーランドカップとの2冠を達成した。2008/09シーズンはPlusLigaのレギュラーラウンドを17勝1敗で圧倒的な強さで首位通過したが、決勝ではムシニアンカ・ムシナに3戦ともにフルセットで敗れ準優勝となった。2009/10シーズンはPlusLigaでレギュラーラウンドを前年と同じく17勝1敗で首位通過し、決勝ではムシニアンカ・ムシナに5戦3勝と勝ち越し、リベンジを果たした。2010/11シーズンはポーランドカップで準優勝、PlusLigaでは3位、欧州チャンピオンズリーグはベスト8となった。その後は他チームの台頭もあり、国内リーグでは上位進出を果たせずにいたが、2022/23シーズンのタウロンリーガではレギュラーラウンドを12勝8敗で4位通過。セミファイナルではŁKSコマースコン・ウッチに敗れて最終的には4位となったが、久しぶりにAクラスでシーズンを終えた。2023/24シーズンからはチーム名をBKS BOSTIK ZGO Bielsko-Białaとし、タウロンリーガではレギュラーラウンドを18勝4敗の2位の好成績で突破し、クォーターファイナルでUNI・オポーレに勝利したがセミファイナルではKSディヴェロプレス・ジェシュフに敗れた。3位決定戦でPGE・グロット・ブドフラニ・ウッチに先に3勝して13季ぶりの表彰台へ返り咲いた。

## 主な成績
タウロンリーガ
- 優勝 - 1987/88、1988/89、1989/90、1990/91、1995/96、2002/03、2003/04、2009/10シーズン
- 準優勝 - 1986/87、1991/92、1993/94、1994/95、2008/09シーズン

ポーランドカップ
- 優勝 - 1978/79、1987/88、1988/89、1989/90、2003/04、2005/06、2008/09、2023/24シーズン
- 準優勝 - 1976/77、1986/87、1990/91、1993/94、1994/95、1996/97、

　　　　　　　　 1997/98、2000/01、2001/02、2006/07、2010/11シーズン

## 登録選手
2024/25シーズンの登録選手は次の通り。
| 背番号 | 名前                   | ポジション           | 身長 | 備考       |
| ------ | ---------------------- | -------------------- | ---- | ---------- |
| 1      | Zuzanna Suska          | リベロ               | 1.69 |            |
| 2      | ユリア・ノビツカ       | セッター             | 1.74 | キャプテン |
| 3      | Marharyta Geyko        | オポジット           | 1.94 |            |
| 4      | ヨアンナ・パツァク     | ミドルブロッカー     | 1.87 |            |
| 5      | Martyna Borowczak      | アウトサイドヒッター | 1.78 |            |
| 7      | アレクサンドラ・グリカ | ミドルブロッカー     | 1.90 |            |
| 8      | Magdalena Janiuk       | ミドルブロッカー     | 1.82 |            |
| 10     | Wiktoria Szewczyk      | セッター             | 1.89 |            |
| 11     | Kertu Laak             | オポジット           | 1.89 |            |
| 12     | Giulia Angelina        | アウトサイドヒッター | 1.92 |            |
| 13     | Nikola Abramajtys      | ミドルブロッカー     | 1.85 |            |
| 16     | Kinga Drabek           | リベロ               | 1.68 |            |
| 18     | ユリタ・ピアセツカ     | アウトサイドヒッター | 1.89 |            |
| 22     | Marta Orzyłowska       | ミドルブロッカー     | 1.91 |            |
| 28     | Zofia Brzoza           | アウトサイドヒッター | 1.88 |            |

## 主な歴代所属選手
| - マグダレナ・シリバ - ドロタ・シフィニェビッチ - エレオノーラ・ジェキェビッチ - アレクサンドラ・ヤゲーロ - カタジナ・ガイガウ - ナタリア・バンベル - アガタ・ムロズ - アンナ・ヴェルブリンスカ - カタジナ・スコルパ - ミレナ・ラデツカ - アガタ・サビツカ - カロリナ・コセク - アンナ・ミロス - パウリナ・マイ - ベレニカ・トムシャ - クラウディア・カチョロフスカ - ガブリエラ・ポランスカ - ヨアンナ・ボロシュ - オリビア・ロジャンスキ | - アレクシス・クライムズ - タマリ・ミヤシロ - キャシディ・リクトマン - レジアーネ・ビディアス - ヤエル・カスティグリオネ - ボヤナ・ラドゥロヴィッチ - ハイケ・バイアー - リエスベット・ヴァインデヴォーゲル - ドミニカ・ソボルスカ＝タラソバ - ルツィエ・ミュールシュタイノバ - アンドレア・コッサニオバ - パブラ・シュミドバ - ガブリエラ・オルボソバ - ヤロスラヴァ・ペンコバ - ニコラ・ラドソバ - ニナ・ヘレロバ |